# Markt der Möglichkeiten
Markt der Möglichkeiten ist eine Form der Gruppenarbeit. Sie wird in der Schule und auch auf Tagungen oder Kongressen angewendet und soll die Kreativität fördern.
Die Gruppenarbeitsergebnisse werden in verschiedenen Formen auf einem Marktplatz vorgestellt, auf dem die einzelnen Gruppenmitglieder abwechselnd ihren Marktstand mit den Informationen in Gesprächen mit den Marktbesuchern  vorstellen und Fragen beantworten.

## Ablauf
Als Ausgangsvoraussetzungen erarbeiten die in Kleingruppen unterteilten Teilnehmer einen Teil des Gesamtthemas. Dabei kann folgendes Schema gelten:
- Teilnehmer A1, A2 und A3 erarbeiten Teilthema 1
- Teilnehmer B1, B2 und B3 erarbeiten Teilthema 2 und
- Teilnehmer C1, C2 und C3 erarbeiten Teilthema 3.

### Phase 1 (Erarbeitung des Expertenwissens)
Beim Markt der Möglichkeiten geht es in einem ersten Schritt (Erarbeitungsphase) darum, dass sich diese Kleingruppen ein Thema oder nur das Teilstück eines Gesamtthemas gemeinsam erarbeiten. Dabei bilden sich jeweils Expertengruppen, die über die einzelnen Themen oder Teilstücke besonders umfangreiches Wissen sammeln und das Wissen dann als Experten auf die anderen übertragen.

### Phase 2 (Präsentation des Expertenwissens)
Im zweiten Schritt (Präsentationsphase) lösen sich die Gruppen A1-3, B1-3 und C1-3 auf und bilden neue Gruppen A1, B1 und C1, A2, B2, C2 und A3, B3 und C3. Somit sitzt in jeder Gruppe jeweils ein Experte zu einem Thema aus den jeweiligen Expertengruppen in der neu gebildeten Gruppe und kann über sein Expertenthema referieren.

### Phase 3 (Ergebnissicherung)
Jetzt verfügen die Experten jeweils natürlich zu ihrem Thema über Expertenwissen, in den jeweils anderen sind sie noch „Anfänger“. Um das zu lösen, gibt es verschiedene Möglichkeiten: Zum einen können die einzelnen Gruppen ihr neues Wissen an gestellten Aufgaben messen (die Aufgaben können die Lehrkraft oder die Experten erarbeiten, je nachdem, wie viel Zeit für Phase 1 zur Verfügung steht). Eine andere Möglichkeit: die Gruppe erstellt eine Art Lernposter, auf dem das neue Wissen wie auch immer geartet zu artikulieren ist – es kann auch interessieren, welche Gruppe das beste Poster erstellt. Durch diese Aktionen kommt das neue Wissen zur Anwendung und wird so gesichert.

## Didaktischer Hintergrund
Der Markt der Möglichkeiten bietet eine gute Gelegenheit der Teilnehmeraktivierung. Die Teilnehmer bekommen ihr neues Wissen nicht „kleingeschnitten“ serviert, sondern müssen es sich erarbeiten. Dabei können sich die Experten in der Gruppe gegenseitig stützen und inspirieren. Ein weiterer Vorteil liegt darin, dass sich alle „Experten“ gleichermaßen in der Erarbeitung des Stoffes und der Präsentation einbringen müssen, weil sie in Phase 2 auf dieses Wissen und die Präsentation angewiesen sind, weil alle ihr Expertenwissen in die andere Gruppe tragen müssen.
Weiterhin vertieft sich der gelernte Stoff besonders gut, weil sie sich nicht nur das neue Wissen als „totes Wissen“ aneignen, sondern aktiv einsetzen müssen. Sie müssen Erklärungen zum neuen Wissen finden und am Marktstand vermitteln und sich ggf. zusätzliche Beispiele zur Unterstützung in der Präsentationsphase überlegen. Dadurch wird die Behaltenswirksamkeit erhöht und verstärkt. Das neue Wissen muss also angewendet und in Form der Übung oder der Zusammenfassung auf einem Plakat strukturiert werden.

## Integration in eine Lernumgebung
Letztlich wird in Lernplattformen versucht, einen Ausschnitt aus der realen Kommunikationswelt möglichst detailgetreu nachzubilden. Dazu müssen verschiedene Kommunikationsmittel zur Verfügung gestellt werden, die den Teilnehmern den Austausch von Wissen und Informationen ermöglichen. In Phase 1 (Erarbeitung des Expertenwissens) erfolgt die Einteilung der Gruppen im Prinzip der Face-to-Face Kommunikation. Nachdem sich die Expertengruppen gefunden haben, schaffen sie sich einen eigenen Bereich (Gruppe) auf der Lernplattform oder erhalten ihn, in dem sie ihr Wissen zunächst unter sich schaffen und sammeln. Hier werden dann Links zu ihrem Thema aufgelistet und/oder Texte in elektronischer Form hinterlegt. Zusätzlich wird für jede Expertengruppe ein Forum eingerichtet, in dem sie sich asynchron über verschiedene Themen austauschen – und Probleme diskutieren können.
Gleichzeitig gibt es Formen der synchronen Kommunikation, z. B. Videokonferenzsysteme und Chats, im Rahmen derer sich die Teilnehmer synchron organisieren und Probleme austauschen können. Hier hilft ein Gruppenkalender bei der Terminverwaltung.
In Phase 2 (Präsentation) bietet eine Umgebung wie etwa Netucate alle Möglichkeiten der Präsentation bzw. gemeinsamer Gruppenarbeit. Jeder Präsentationsgruppe hat jeweils einen Raum zur Verfügung. Der Experte kann sein Wissen entweder in einem Vortrag oder auch in einer Gruppendiskussion zu den Teilnehmern transportieren. Nach dieser ersten Phase findet die Ergebnissicherung entweder im Rahmen einer praktischen Übung oder in Form einer gemeinsamen Erstellung einer Abschlusspräsentation statt.

## Andere Bedeutungen
Der Begriff „Markt der Möglichkeiten“ wird auch verwendet für Plattformen, bei der sich verschiedene Aktivitäten, oft aus dem ehrenamtlichen Umfeld, in der Öffentlichkeit vorstellen können.

## Weblink
- Gruppenarbeit auf sowi-online